# Anne Kristen
Anne Kristen (* 7. März 1937 in Glasgow; † 7. August 1996 in Edinburgh) war eine schottische Schauspielerin.

## Leben
Die Tochter eines Herausgebers des Glasgow Herald begann nach Abschluss der Laurel Bank High School ein Schauspielstudium an der Royal Scottish Academy of Music and Drama, wo sie in ihrem Abschlussjahr mit der Goldmedaille der Akademie ausgezeichnet wurde. Dadurch empfahl sie sich für ein sofortiges Engagement am renommierten Citizen Theatre in Glasgow. Dort spielte sie die Eliza Dolittle in George Bernard Shaws My Fair Lady, die Lady Teazle unter der Regie des gleichaltrigen Albert Finney, die Johanna von Orléans und die Beatie in Arnold Weskers Roots. Sie spielte für andere schottische Bühnen wie die 7:84 Company und trat auch mehrfach beim angesehenen Edinburgh Festival auf. Die meiste Zeit ihrer Bühnenkarriere arbeitete sie an schottischen Theatern, nur selten trat sie auch im Süden des Landes auf, so etwa am Nottingham Playhouse oder am National Theatre.
Daneben trat Anne Kristen oft in Fernsehfilmen und Serienepisoden auf. Sie spielte in Taggart, Wings, Hamish Macbeth und Spiols of War. Einen hohen Bekanntheitsgrad erreichte sie durch ihre Darstellung der Norma Sullivan in der BBC-Serie Casualty.
Anne Kristen war mit dem Schauspielkollegen Iain Cuthbertson verheiratet. Die Ehe endete jedoch in Scheidung. Die Schauspielerin starb am 7. August 1996 im Alter von 59 Jahren an einer Krebserkrankung.

## Filmografie
- 1963–1966: Dr. Finlay's Casebook
- 1971: Coronation Street
- 1971–1972: A Family at War
- 1973–1977: Crown Court
- 1977–1978: Wings
- 1991–1993: Casualty
- 1995–1997: Hamish Macbeth